# Louis-Alphonse Hyrvoix
Louis-Alphonse Hyrvoix, né le 24 février 1819 à Paris et mort le 12 janvier 1890 dans sa ville natale, est un négociant puis fonctionnaire français.
Il est connu pour avoir été le chef du service de protection de Napoléon III en tant qu'« inspecteur général de police des résidences impériales » entre 1854 et 1867.

## Biographie
Né le 24 février 1819 dans l'ancien 1er arrondissement de Paris, Louis-Alphonse Hyrvoix est le fils de Marie-Anne Ducrot et de François-Antoine-Alphonse Hyrvoix (1786-1874), entrepreneur de convois civils et militaires.
Entre 1827 et 1837, Alphonse Hyrvoix est l'un des élèves de l'institution Massin.
Le 18 octobre 1847, à Saint-Mandé, Alphonse Hyrvoix épouse sa nièce Marie-Léonie-Constance Barbier Saint-Ange (1830-1854). Il est alors fermier de l'octroi à Tours. Il occupe un poste similaire à Saint-Étienne à partir de l'année suivante.
Bonapartiste dès avant le Second Empire, « Hyrvoix jeune » est l'un des membres fondateurs et administrateurs de la Société du Dix-Décembre, créée en 1849 et présidée par le général Piat. En juin 1851, l'un des employés d'Hyrvoix à l'octroi de Saint-Étienne affirme avoir été renvoyé en raison de son refus de signer la pétition pour la révision de la Constitution (afin de rendre Louis-Napoléon Bonaparte, président sortant, rééligible pour un second mandat).
Au début du Second Empire, Alphonse Hyrvoix est sous-chef de la police municipale relevant de la préfecture de police de Paris. En mai 1854, il succède à Barlet au poste de commissaire des résidences impériales. Un décret du 1er juin lui donne le titre d'« inspecteur général de police des résidences impériales ». Le service qu'il dirige désormais est composé d'une trentaine d'agents détachés par la préfecture de police au service de l'Empereur.
Veuf et père de trois fils, Albert, William et Gaston, Hyrvoix entame en 1864 une liaison avec Léonie Léon, qui donnera naissance à un enfant naturel, Léon-Alphonse Léon (1865-1891).
Chevalier de la Légion d'honneur depuis 1854, Hyrvoix est élevé aux grades d'officier (1859) puis de commandeur (1864) de cet ordre.
En novembre 1867, la suppression du commissariat aux résidences impériales et la nomination d'Hyrvoix au poste de trésorier-payeur général du Jura semblent indiquer une disgrâce. Celle-ci serait due à l'impératrice Eugénie, qui aurait ainsi voulu priver Napoléon III d'un auxiliaire utile à la protection de sa vie privée extraconjugale. Une autre version des faits, donnée par Arsène Houssaye dans ses Confessions, veut qu'Eugénie se soit offusquée de la franchise avec laquelle le policier aurait rapporté à l'empereur les grondements de la rue à propos de « l'Espagnole ».
Resté fidèle à la cause bonapartiste, Alphonse Hyrvoix est victime d'une attaque d'apoplexie le 9 janvier 1890, alors qu'il s'apprêtait à se rendre à l'église Saint-Augustin pour y assister à une messe en mémoire de Napoléon III. Il meurt le douze janvier à son domicile du no 85 de la rue du Rocher. Il est inhumé à Saint-Mandé.
L'aîné de ses fils, Léon-Albert Hyrvoix de Landosle (1848-1932), éphémère sous-préfet de Pontivy au lendemain du 16 mai 1877, secrétaire d'Albert de Mun et gendre d'Octave-Joseph d'Hespel, est connu pour ses travaux historiques.